# Косырев, Анатолий Николаевич
Анатолий Николаевич Косырев (род. 23 июня 1944, Куйбышев) — советский и российский художник, Заслуженный работник культуры Российской Федерации, Заслуженный художник Российской Федерации, Почетный член Российской академии художеств (2014).

## Биография
Родился 23 июня 1944 года в городе Куйбышеве.
В 1961 по 1962 год работал радиомонтажником на одном из предприятий Куйбышева.
С 1962 по 1963 и с 1966 по 1969 год учился в Пензенском художественном училище, которое окончил с отличием.
С 1963 по 1966 год служил в Советской Армии. С 1966 по 1967 год работал художником-декоратором в Пензенском областном театре драмы им. А. В. Луначарского. С 1969 по 1970 год преподавал в Пензенском художественном училище им. К. А. Савицкого и был главным художником Ленинского района Пензы.
С 1970 по 1975 год обучался в Ленинградском высшем художественно-промышленном училище им. В. И. Мухиной, которое окончил с отличием. В 1973 году был избран членом правления Союза молодых архитекторов Ленинграда. По окончании училища был направлен на работу главным художником города Пензы.
В 1983 году принят в члены Союза художников России.
В 1987 году Секретариатом Союза художников СССР Косырев А. Н. был утверждён главным художником 7 Всесоюзной выставки плаката. С 1985 по 1991 год был членом зонального выставкома «Край Чернозёмный». Избирался делегатом 5 и 6 съездов Союза художников РСФСР, и 7 съезда Союза художников СССР.
С 1986 по 1991 год возглавлял Пензенскую организацию Союза художников России. С 1996 по 2008 год был директором Пензенского художественного училища им. К. А. Савицкого.

## Творчество
С 1975 года является участником международных, всесоюзных, республиканских, региональных и областных выставок, автором художественного оформления государственных и общественных зданий, экспозиций промышленных, культурных и художественных выставок, экспозиций ряда музеев, среди которых получившие высокую оценку конкурсные проекты: Ижорский детский оздоровительный комплекс (г. Ленинград), Молодёжный центр, г. Ленинград, музей В. Э. Мейерхольда (Пенза), проект и художественное оформление речного вокзала в г. Семипалатинске, проект жилищно-культурного центра «Дом-стена» г. Норильск, Пензенский областной драматический театр имени А. В. Луначарского.

## Награды и звания
- Золотая медаль Российской Академии художеств
- Заслуженный работник культуры Российской Федерации
- Заслуженный художник Российской Федерации
- золотая медаль «почетный знак» фонда «Культурное достояние»
- Почетный член Российской академии художеств (2014)[1]